# Carbona obscura
Carbona obscura är en fjärilsart som beskrevs av William Schaus 1906. Carbona obscura ingår i släktet Carbona och familjen nattflyn. Inga underarter finns listade i Catalogue of Life.